# رئیس مجلس شوراها (ژاپن)
رئیس مجلس شوراهای ژاپن (به ژاپنی: 参議院議長, Sangiin-gichō)، رئیس مجلس مشاوران است، و همراه با رئیس مجلس نمایندگان (ژاپن)، رئیس قوه مقننه ژاپن است.